# Puerto Saint Charles
El Puerto Saint Charles  (en inglés: Port Saint Charles) es un complejo portuario y una marina de lujo situada en la costa oeste de Barbados. Localizándose dentro de la parroquia de San Pedro, el puerto deportivo está en Heywoods y está muy cerca de Speightstown. El puerto deportivo de Port St. Charles contiene un espacio de 1.549 metros cuadrados, y está compuesto por villas exclusivas, pisos y apartamentos y una pequeña zona para una laguna interior (con una profundidad de 14 pies en marea baja) y adornada con instalaciones para que los residentes atraquen sus yates cerca de sus casas de vacaciones.